# Alexandra Raisman
Alexandra Rose Raisman, detta Aly (Needham, 25 maggio 1994), è un'ex ginnasta statunitense, campionessa olimpica al corpo libero nel 2012 e vice-campionessa olimpica all-around nel 2016.
È stata la capitana delle "Fierce Five" e delle "Final Five", rispettivamente il secondo e terzo team olimpico statunitense ad aver vinto la medaglia d'oro nel concorso a squadre. Nella sua carriera ha vinto quattro medaglie mondiali (due ori, un argento e un bronzo) e sei olimpiche (tre ori, due argenti e un bronzo).

## Carriera Juniores
Partecipa, nella divisione juniores, agli American Classic del 2009 di San Diego dove vince l'oro al volteggio. Inoltre, arriva quarta alla trave, sesta al corpo libero e decima nel concorso generale individuale. Ai CoverGirl Classic dello stesso anno, con 14.400 punti, vince la medaglia di bronzo al corpo libero, arriva ottava alle parallele asimmetriche (13.900 punti) e dodicesima nella classifica generale con un punteggio complessivo di 54.050.
Partecipa ai Campionati Nazionali 2009 ed arriva terza nel concorso generale individuale (113.600 punti), dietro a Kyla Ross (114.000) e Bridgette Caquatto (113.450). Inoltre, vince l'argento alla trave (28.950 punti) e arriva quinta al volteggio (29.650). L'ultima competizione da juniores è quella dei Giochi panamericani di Aracaju. Qui, la Raisman vince la medaglia d'oro al volteggio, al corpo libero e nel concorso a squadre. Arriva terza nel concorso generale.

## Carriera Senior

### 2010: successo ai Pacific Rim
La sua esperienza come atleta senior inizia con la partecipazione, nel marzo del 2010, alla Tyson American Cup. Aly vince la medaglia d'oro al volteggio e la medaglia d'argento alla trave, corpo libero e concorso generale. Nello stesso mese, Alexandra entra a far parte della squadra nazionale che vince la medaglia d'oro al Trofeo Città di Jesolo. Inoltre, arriva prima nel concorso generale individuale, al corpo libero e al volteggio, terza alla trave. A maggio vince l'oro nel concorso generale a squadra ai Pacific Rim Championships. Inoltre, ottiene il secondo punteggio più alto al concorso generale e partecipa alla finale ad attrezzo alle parallele (dove arriva al settimo posto), trave e corpo libero, in cui vince due medaglie d'argento.
Il mese successivo compete ai CoverGirl Classic, arrivando quinta nella classifica generale con 55.700 punti. Il punteggio così basso è giustificato dal suo errore durante il volteggio. Qui, infatti, cade eseguendo un Amanar (salto indietro teso con 2 avvitamenti e 1/2) e riceve un'alta penalità. Ai Campionati Nazionali di Hartford, Connecticut, Aly arriva terza nel concorso generale (115.650 punti), dietro la vincitrice Rebecca Bross (120.300) e Mattie Larson (117.000). Inoltre, si classifica terza alla trave (28.300 punti) e al corpo libero (29.500 punti).
Viene convocata per far parte della squadra che parteciperà ai Mondiali del 2010 di Rotterdam. Aiuta la squadra statunitense a vincere la medaglia d'argento, dietro alla Russia per soli 2 decimi di punto. Si qualifica al terzo posto per il concorso generale individuale ma, a causa di una pessima routine alle parallele asimmetriche, finisce al tredicesimo posto. Inoltre, finisce al quarto posto al corpo libero.

### 2011: Campionati Mondiali di Tokyo
Anche nel 2011, il 19 marzo, partecipa al Trofeo Città di Jesolo. Oltre all'oro vinto con la squadra statunitense, vince la medaglia di bronzo nel concorso generale individuale e due medaglie d'oro alla trave e al corpo libero.
Il 23 giugno 2011, vince il titolo generale (57.250 punti), l'oro al corpo libero (14.700) e il bronzo alla trave (15.000) ai CoverGirl Classic di Chicago, Illinois. Inoltre, riesce ad eseguire il suo Amanar al volteggio e ottiene il secondo punteggio più alto (15.100) in questo attrezzo, dietro solamente alla compagna della Brestyan Alicia Sacramone.
Ai Campionati Nazionali Statunitensi di St. Paul, con un punteggio complessivo di 114.600 punti, vince la medaglia di bronzo nel concorso generale. Vince anche la medaglia di bronzo al corpo libero (29.150 punti) e alla trave (27.900 punti).
In seguito, partecipa ai Campi di Selezione al Karolyi Ranch di New Waverly, Texas. Qui, viene convocata per partecipare ai Campionati Mondiali che si svolgeranno in ottobre a Tokyo, Giappone. Durante i preliminari della competizione, la Raisman diventa una delle probabili vincitrici del concorso generale, qualificandosi al quarto posto con un punteggio complessivo di 58.432 punti. In aggiunta, si qualifica al primo posto alla finale al corpo libero (14.833) e sesta alla trave (14.933). La squadra statunitense si qualifica al primo posto nel concorso a squadre (punteggio complessivo: 234.253), davanti alla Russia (231.062), Cina (230.370) e Romania (227.228).

Durante la finale del concorso generale, esegue il volteggio più alto ottenendo 15.233 punti. Alle parallele asimmetriche, cade dalla barra alta ma riesce a chiudere l'esercizio in maniera pulita (12.900 punti). Con 14.900 punti al corpo libero e 14.525 alla trave, finisce il concorso generale al quarto posto, come per i preliminari. Inoltre, vince la medaglia d'oro nel concorso a squadre la medaglia di bronzo al corpo libero con 15.000 punti e arriva quarta alla trave (15.066).
Il 16 novembre 2011, conferma di esser diventata un'atleta professionista, come la sua compagna di squadra Jordyn Wieber.

### 2012: l'anno delle Olimpiadi
Agli AT&T American Cup del 2012, con 60.832 punti, vince la medaglia d'argento nel concorso generale individuale, dietro alla connazionale Jordyn Wieber.
Partecipa al Trofeo Città di Jesolo del 31 marzo, competendo in tutti e quattro gli attrezzi e vincendo la medaglia d'argento nel concorso generale individuale con 59,050 punti. Sia al volteggio (15.400 punti), che alla trave (14,550) che al corpo libero (14,650) ottiene un decimo di penalità. Alle parallele asimmetriche, con una buona prestazione, ottiene 14,450 punti. Gli Stati Uniti, con un punteggio complessivo di 236.950, chiudono al primo posto.
Il 26 maggio compete ai Secret U.S. Classic, dove vince il concorso generale individuale con 60.350 punti. Inoltre, con dei buoni esercizi, ottiene il punteggio più alto al corpo libero (15.350) e alla trave (15.000) alla pari con Jordyn Wieber. Con 15.650 punti arriva seconda al volteggio e sesta alle parallele asimmetriche con 14.350 punti.
Dall'8 al 10 giugno partecipa ai Visa Championships. Durante la prima giornata, competendo in tutti e quattro gli attrezzi, si classifica al terzo posto con 60.200 punti, dietro a Jordyn Wieber e Gabrielle Douglas. Inoltre, si qualifica prima al corpo libero, seconda alla trave e quarta al volteggio. Durante la giornata finale vince la medaglia di bronzo con 120.950 punti. Vince il titolo alla trave e al corpo libero.
Il 29 e 30 giugno partecipa ai Trials Olimpici, l'ultima tappa per selezionare le ginnaste che parteciperanno alle Olimpiadi di Londra. Nella prima giornata di gara, con delle buone esecuzioni, arriva terza nel concorso individuale (60.300): ottiene il punteggio più alto al corpo libero (15.600 punti), 15.550 alla volteggio, 14.200 alle parallele asimmetriche e 14.950 alla trave. Nella seconda giornata di gara ottiene 15.500 al corpo libero, inoltre ottiene 14.450 alle parallele asimmetriche, 15.400 alla trave e 15.300 al volteggio. Col complessivo di 120.950 punti, arriva terza nel concorso individuale ed entra a far parte della squadra che parteciperà a Londra 2012.

#### Olimpiadi di Londra
Il 29 luglio, con la giornata di qualificazione femminile, inizia la sua avventura olimpica. Compete in tutti e quattro gli attrezzi e contribuisce a far qualificare la squadra statunitense al primo posto, con un complessivo di 181.863, staccando la Russia seconda classificata di un punto e mezzo circa (180.429). Individualmente svolge dei buonissimi esercizi al volteggio (15.800), alle parallele asimmetriche (14.166), alla trave (15.100) e al corpo libero (15.325) dove si qualifica per la finale rispettivamente al quinto e primo posto. Col punteggio complessivo di 60.391 riesce a qualificarsi a sorpresa secondo posto nella finale all-around, dietro solo alla russa Viktoria Komova (60.632).
Il 31 luglio compete a trave e corpo libero per la finale a squadre. Con degli altissimi punteggi, 14.933 alla trave, 15.300 al corpo libero, vince l'oro insieme alla squadra statunitense (le "Fierce Five"), che stacca di ben cinque punti la Russia (178.530) e di sette punti la Romania (176.414). Questo è il secondo oro vinto dagli Stati Uniti in un concorso a squadre olimpico (il primo fu quello di Atlanta 1996, vinto dalle Magnifiche Sette).
Nel concorso generale individuale finisce al quarto posto con un complessivo di 59.566, stesso punteggio della russa Alija Mustafina. A causa del pari merito non consentito, la Mustafina vince la medaglia di bronzo, nonostante una caduta, per aver ottenuto un complessivo più alto al volteggio, alle parallele asimmetriche e alla trave (45.933 della russa contro i 45.366 della statunitense). "Sono molto contenta per Gabby (Douglas, medaglia d'oro nel concorso). Ha lavorato duramente per ottenere questo risultato e sono felicissima per lei, ma molto frustrata per il pari merito con la Mustafina. C'ero vicina, ma il quarto posto è comunque un ottimo punteggio e sono fiera di me stessa.
Il 7 agosto partecipa alla finale alla trave e al corpo libero. Nel primo attrezzo ottiene un punteggio di 14.966 e si posiziona al quarto posto, dietro la terza classificata Cătălina Ponor. Ma i due coordinatori degli Stati Uniti, Márta e Béla Károlyi, chiedono il ricorso per un elemento di difficoltà non valutato e i giudici le attribuiscono un decimo in più. Con 15.066, la Raisman riesce a salire sul gradino più basso del podio. "Credo che il mio esercizio alla trave sia stato molto buono e sono felice che sia valso il bronzo."
Nella finale al corpo libero, sulle note della canzone ebraica Hava Nagila, vince la medaglia d'oro (15.600) e diventa la prima campionessa statunitense in questo attrezzo. "È fantastico. Ho lavorato molto duramente e vedere questo mio sogno diventare realtà è entusiasmante! Ho sempre sognato di diventare campionessa olimpica in questo attrezzo e sono felice di aver eseguito il mio esercizio migliore."

### 2015
Raisman e Gabrielle Douglas hanno fatto il loro ritorno al Trofeo Città di Jesolo a fine marzo. Raisman vince la medaglia d'oro insieme alla squadra degli Stati Uniti, oltre ad aggiudicarsi due medaglie di bronzo, una nel concorso generale individuale con un punteggio di 59.100, e una al corpo libero con un punteggio di 14.850.
Il 25 Luglio compete agli US Classic, dove presenta per la prima volta dal suo ritorno il volteggio "Amanar",ottenendo un punteggio di 15.400.Si piazza seconda a trave (15.100) nona alle parallele (14.200) e quinta a corpo libero (14.350) a causa di una caduta da un nuovo elemento. Si piazza quinta nell'all around con un punteggio di 59.050.
Il 13 e il 15 Agosto, compete ai campionati nazionali, classificandosi terza dietro alle compagne Maggie Nichols e Simone Biles. Diventa inoltre campionessa nazionale al corpo libero per la seconda volta in carriera, con un punteggio complessivo di 31.050.
Raisman viene invitata a far parte della squadra americana ai campionati mondiali, a Glasgow. A causa di diversi errori nel turno di qualificazione, non si classifica per alcuna finale individuale, ma aiuta la squadra a vincere la medaglia d'oro nella finale a squadre.

### 2016: la seconda esperienza olimpica
L'anno olimpico della Raisman inizia con il Trofeo di Jesolo. Qui finisce sesta nell'all around a causa di una caduta al volteggio. Si classifica però prima a corpo libero (15.050) e terza alla trave (14.750) dietro alle connazionali Ragan Smith e Laurie Hernandez.
Ai Pacific Rim Championships, contribuisce alla vittoria della squadra americana (15.2; - ; 14.8; 15.6). Si piazza inoltre seconda nell'all around dietro a Simone Biles, con un punteggio di 59.900. Nelle finali ad attrezzo, vince l'oro al corpo libero e l'argento alla trave (entrambi 15.100).
Ai Secret US Classic, vince l'oro nel concorso generale (59.250), arriva prima a volteggio (15.700), a corpo libero (15.500) e terza alla trave (15.00), ma commette un errore a parallele (13.050).
Il 24 e il 26 giugno, compete ai campionati nazionali, laureandosi vicecampionessa nazionale con un punteggio complessivo di 121.100. È anche seconda a corpo libero, trave e volteggio.
A Luglio, gareggia agli Olympic Trials, ultima competizione prima delle Olimpiadi, e con un punteggio di 119.759, conclude al terzo posto dietro Biles e Hernandez.
Raisman viene scelta per rappresentare il suo paese ai Giochi Olimpici di Rio, insieme a Biles, Hernandez, Kocian e Douglas.
Raisman e Douglas sono le prime ginnaste americane dal 2000 a partecipare a due Olimpiadi.
Viene inoltre scelta come capitano della squadra, come nel 2012.

#### Olimpiadi di Rio 2016
Nella prima giornata di gare, la squadra americana si classifica prima davanti alla Cina, con un punteggio di 182.238 (quasi dieci punti davanti alla seconda classificata). Individualmente, si classifica seconda nell'all around, davanti alla campionessa olimpica in carica, Gabrielle Douglas, che non può accedere alla finale all around a causa della regola delle due ginnaste per paese. Raisman si classifica seconda anche alla finale al corpo libero, da lei vinta quattro anni prima.
Nella finale a squadre, aiuta la squadra a vincere la medaglia d'oro eseguendo tre buoni esercizi a volteggio, trave e corpo libero. Finita la gara, le statunitensi annunciano che il loro nome sarà "The Final Five", perché è l'ultima squadra portata in gara dalla storica coordinatrice Marta Karolyi, e perché sono l'ultima squadra composta da cinque atlete (a partire dall'edizione successiva vi saranno infatti solo 4 ginnaste per squadra).
Nella finale all around, si laurea vicecampionessa olimpica con un punteggio di 60.098, riscattandosi dall'amaro quarto posto di Londra e emozionandosi del risultato ottenuto prima ancora della fine della sua routine al corpo libero.
Nella finale al corpo libero, vince la medaglia d'argento dietro la compagna Simone Biles, con un punteggio di 15.500. Grazie a questa medaglia la Raisman conta 6 medaglia olimpiche nel suo Palmarès, il che la rende la seconda ginnasta americana più medagliata alle Olimpiadi, dietro a Shannon Miller.

### Dopo il ritiro
Ritiratasi dall'attività agonistica, la Raisman ha scritto la sua autobiografia, Fierce: How competing for myself changed everything, edita nel 2017 da Little, Brown and Company (New York-Boston).